# Inga Lindström: Die andere Tochter
Die andere Tochter ist ein deutscher Fernsehfilm von Stefanie Sycholt aus dem Jahr 2018. Er ist Bestandteil des ZDF-Herzkino-Sonntagsfilms und der 76. Film der Inga-Lindström-Reihe nach der gleichnamigen Erzählung von Christiane Sadlo. Die Hauptrollen sind mit Paula Schramm, Max Woelky, Marion Kracht und Leonard Lansink besetzt.

## Handlung
Jette Johannsen bringt den Fischfang, den sie mit ihrem fast blinden Vater Henrik diesen Morgen gemacht hat, ins Restaurant. Der Besitzer Sven sagt ihr, sie solle ihn dem neuen Koch bringen. Fälschlicherweise hält sie Steffen Kronberg – den Anwalt von Sven – dafür, und textet ihn zu, was man alles damit zubereiten könnte. Sven eröffnet ihr auch, dass er das Boot, das Jette benutzt, aber ihm gehört, verkaufen muss. Sie einigen sich, dankt der Vermittlung von Steffen dafür, dass Jette das Boot mieten kann. Nebenher arbeitet Jette noch in einem Café, verliert aber den Job, weil die Tochter der Besitzer zurückkommt und Arbeit braucht. Als sie nach Hause kommt, hat sie einen Brief vom Gesundheitsamt in der Post, in dem steht, dass sie als Baby vertauscht wurde. Auch die reiche Familie Borgen, deren Tochter Nele es betrifft, hat das gleiche Schreiben erhalten. Steffen ist der Anwalt der Familie und berät sie, was sie tun sollen.
Vor dem Gesundheitsamt begegnet Jette zufällig wieder Steffen. Erst auf dem Amt erfährt Jette, dass Steffen der Anwalt der Familie Borgen ist. Steffen zeigt ihr ein Foto von Nele, welches ihr bestätigt, dass die Verwechslung stimmen muss, denn Nele gleicht ihrer richtigen Mutter extrem. Steffen übergibt Jette auch noch ein Schreiben, in dem sie aufgefordert wird, sich von der Familie Borgen fernzuhalten. Bevor sie gehen, möchte Jette ein Foto ihrer richtigen Mutter sehen, weil sie bisher keine hatte, denn die Mutter von Nele ist bei der Geburt gestorben. Als Steffen bei den Borgens zu Hause ist und Nele und ihrem Bruder Malte ein Video von Jette zeigt, kommt zufällig ihre Mutter Lillemor dazu. Sie findet die Frau sehr nett und findet sie hat einen guten Kleidergeschmack. Da die Kinder nicht wollen, dass sie erfährt, wer Jette wirklich ist, behauptet Malte, sie sei die neue Freundin von Steffen. Steffens Vater Knut Kronberg, ein angesehener Anwalt, empfiehlt Steffen, eine einstweilige Verfügung für ein Kontaktverbot gegen Jette zu erwirken.
Als Jette beim Haus der Borgens auftaucht, ruft Nele die Polizei an, weil sie Hausfriedensbruch begeht. Während Malte kurz mit ihr spricht, knallt Nele die Türe vor ihrer Nase zu. Jette möchte eigentlich nur einen Brief an ihre Mutter übergeben. Steffen taucht danach auch auf dem Polizeirevier auf, um die Anzeige zu bestätigen. Tom, der Freund von Jette, holt sie daraufhin ab. Da er nur mit dem Fahrrad da ist, bringt Steffen Jette zu ihrem Auto zurück. Dabei erfährt sie, dass Nele und Malte sich entschieden haben, ihrer Mutter nichts von ihr zu erzählen. Jette versucht nochmals über Steffen, den Brief an Lillemor zu übergeben. Tom hat Aussichten auf einen Job als Trainer in Stockholm und versucht Jette zu überreden, mit ihm zu kommen. Sie will aber ihren Vater nicht alleine lassen. Auf der Suche nach einem neuen Job begegnet Jette zufällig Lillemor und Nele. Bevor sie ihrer Mutter sagen kann, wer sie wirklich ist, schüchtert Nele sie ein, ja still zu sein. Schließlich bekommt sie von Sven eine Arbeit in seinem Lokal, da sie die Miete für das Boot nicht ganz bezahlen kann. Er will ihr dafür jede Woche den Betrag von ihrem Gehalt abziehen.
Als alle zusammen auf dem Gesundheitsamt sind, um den DNA-Test zu machen, giftelt Nele wieder herum, während Malte ihr Geld anbietet, damit sie sich von der Familie fernhält. Tom ist so von sich selbst überzeugt, dass er Jette sagt, dass sie heiraten werden, ohne sie zu fragen, ob sie überhaupt einverstanden ist. Als Jette und ihr Vater vom Fischen zurückkehren, taucht Steffen auf, um ihr nochmals klarzumachen, dass die Borgens ein Kontaktverbot erwirkt haben. Gleichzeitig gibt er ihr aber den Tipp, dass Lillemor am Nachmittag häufig alleine im Möbelgeschäft ist. Jette ergreift die Gelegenheit und taucht am gleichen Nachmittag im Geschäft auf. Sie sagt ihrer Mutter nun die Wahrheit, da taucht die ganze Familie auf, weil sie eine außerordentliche Vorstandssitzung hatten. Steffen bringt sie weg, Tante Bea interessiert sich aber brennend dafür, ob Jette die Wahrheit gesagt hat.
Lillemor erhält die Resultate der DNA-Tests, nun steht fest, dass Jette wirklich ihre Tochter ist. Während Malte behauptet, sie sei sowieso nur auf das Geld aus ist, ist Nele nur noch sprachlos. Jette geht mit Steffen im Wald spazieren, dabei kommen sie sich näher und küssen sich. In der Kanzlei versucht Steffen Richter Hanson zu erreichen, um das Kontaktverbot rückgängig zu machen, er erreicht ihn aber nicht. Sein Vater rät ihm davon ab, es sei unprofessionell jetzt einen Rückzieher zu machen. Danach bringt er Lillemor den Brief von Jette, den er ihr schon lange geben sollte. Henrik besucht Lillemor und bittet sie, mit Jette zu reden. Nele weiß wieder nichts Besseres zu tun, als die Polizei zu verständigen. Mit einer faulen Ausrede lockt sie danach Lillemor von Henrik weg. Nachdem Jette ihren Vater vom Revier abgeholt hat, schleicht Nele wieder bei Henrik herum, weil sie doch Kontakt zu ihrem richtigen Vater sucht. Jette sucht Rat bei Steffen als sein Vater aufkreuzt und ihm wieder unprofessionelles Verhalten vorwirft.
Jette trifft sich mit Malte und bittet ihn, dafür zu sorgen, dass das Kontaktverbot aufgehoben wird. Malte merkt endlich, dass es ihr nicht ums Geld geht. Er erkennt auch eine große Ähnlichkeit mit ihrem Vater. Lillemor besucht Henrik, weil sie viele Fragen hat. Dabei erfährt sie, dass Henriks Frau bei der Geburt gestorben ist. Als Jette dazukommt, entschuldigt sich Lillemor bei ihr für das Verhalten ihrer Familie. Sie schauen sich zusammen das Fotoalbum von Jettes Kindheit an. Dabei erkennt auch Lillemor, dass Nele nicht ihre Tochter sein kann, weil sie ihrer richtigen Mutter sehr ähnlich sieht. Bevor Lillemor geht, lädt sie Jette zum großen Muttertagsfest ein, dass sie jedes Jahr veranstalten. Deswegen sucht Jette nach einem neuen Kleid, Steffen versucht sie dabei zu beraten. Doch sie findet nichts Passendes. Steffen findet auch, sie solle sich nicht verkleiden, sondern bleiben wie sie ist. Danach kommen sie sich noch näher und schlafen miteinander.
Steffen begleitet Jette ans Fest von Lillemor. Nele giftelt schon wieder herum, weil sie nicht weiß, dass Jette offiziell eingeladen wurde. Lillemor beruhigt sie, weil sie sie immer lieben wird wie ihr eigenes Kind. Danach spricht sie mit Jette und erklärt ihr, dass sie nicht ihre Mutter sein kann. Während Steffen sie tröstet, kommt Nele dazu und muss wieder ihr Gift verspritzen. Jette will davonlaufen, aber Tante Bea hält sie auf und lädt sie zur nächsten Vorstandssitzung ein. Jette will aber von niemandem mehr etwas wissen. Sie zieht es vor, mit ihrem Vater fischen zu gehen. Henrik gesteht ihr, dass sie immer sein kleines Mädchens sein wird. Als Tom auftaucht und ihr mitteilt, dass er den Job in Stockholm bekommen hat und auch schon eine Wohnung gemietet hat, muss Jette ihm gestehen, dass sie sich in Steffen verliebt hat und nicht mitkommt.
Steffens Vater hat erfahren, dass die Borgens ihm das Mandat entzogen haben und will, dass er sich bei der Familie entschuldigt. Aber er legt seinem Vater seine Kündigung hin und lässt ihn stehen. Jette hat einen Termin mit einem Verleger, den Steffen für sie vermittelt hat. Sie bekommt die Möglichkeit, Kinderbücher zu illustrieren. Danach geht sie trotzdem zur Vorstandssitzung und bringt alle aus dem Konzept, da sie nicht wussten, dass Tante Bea sie eingeladen hat. Jette erklärt allen, dass sie verstanden hat, dass sie nie zur Familie gehören wird. Danach will sie noch von Knut Kronberg wissen, wo Steffen eigentlich ist. Er gesteht ihr, dass das Kontaktverbot nicht Steffens, sondern seine Idee war. Lillemor geht zu Henrik um sich zu bedanken, dass er so gut zu Jette geschaut hat. Da Nele noch Mühe hat, Kontakt zu ihrem richtigen Vater aufzubauen, schenkt sie ihm das Fischerboot. Henrik lädt Lillemor zu einer Fahrt ein, während Nele vom Ufer aus zuschaut. Jette geht zu Steffen und bittet ihn um Unterstützung mit dem Vertrag mit dem Verlag und bittet ihn darum, weiter mit ihr befreundet zu sein, was er dankbar annimmt, aber nur unter der Bedingung, dass es mehr als eine Freundschaft ist.

## Hintergrund
Die andere Tochter wurde vom 14. Mai bis zum 8. Juni 2018 unter dem Arbeitstitel Die vielen Leben der Jette Johannsen an Schauplätzen in Norrköping gedreht.

## Rezeption

### Einschaltquote
Die Erstausstrahlung am 30. September 2018 im ZDF wurde von 5,10 Millionen Zuschauern gesehen, was einem Marktanteil von 15,2 % entspricht.

### Kritiken
Die Kritiker der Fernsehzeitschrift TV Spielfilm zeigten mit dem Daumen nach unten, fassten den Film mit den Worten „Steifes, gefühliges Aufsagetheater“ kurz zusammen.
Tilmann P. Gangloff meinte dazu bei Tittelbach.tv  „Viele ‚Herzkino‘-Filme zeichnen sich dem Vorurteil zum Trotz durch Drehbücher aus, die ihren überschaubaren Kern in eine überraschend komplexe Handlung betten. Das gilt auch für ‚Die andere Tochter‘: Fischertochter Jette erfährt, dass sie einst im Krankenhaus mit einem anderen Baby vertauscht worden ist, aber ihre ‚Schwester‘ tut alles, um zu verhindern, dass sie ihre leibliche Mutter kennenlernt.“ und „Sehenswert ist das romantische Drama vor allem wegen Hauptdarstellerin Paula Schramm, die schon einige Sonntagsfilme deutlich über den Schnitt gehoben hat.“